# Cordelia (měsíc)

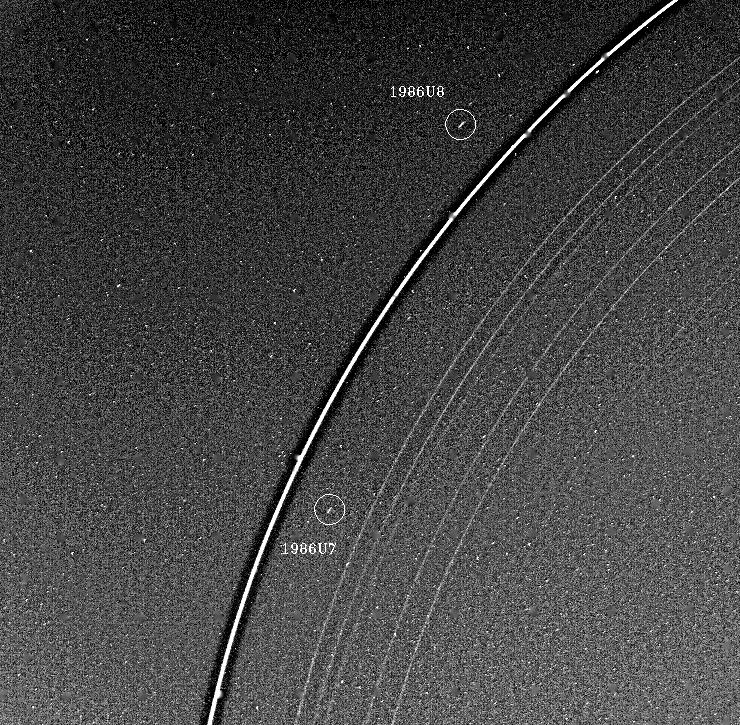
Měsíc Cordelia (nižší střed obrázku, pod prstencem), zachycen sondou Voyager 2 (NASA).

Cordelia je první měsíc planety Uran. Obíhá planetu ve vzdálenosti 49 750 kilometrů. Je veliký 13 kilometrů. Objev měsíce je datován do roku 1986, kdy byla planeta navštívena americkou sondou Voyager 2. Hmotnost je ~4,4×1016 kg. Jeden oběh kolem planety mu trvá 0,335033 dne. Doba rotace kolem vlastní osy není známa.
Cordelia je spolu s měsícem Ophelia tzv. pastýřským měsícem k Uranově prstenci Epsilon. Svou gravitací ovlivňuje částice v prstenci a drží tak prstenec pohromadě.